# Columbus (sång)
Columbus är den andra singeln från den svenska rockgruppen Kents album Tillbaka till samtiden. Singeln släpptes den 5 december 2007. Melodin låg på Svensktoppen i en vecka, på tionde plats den 27 januari 2008 . Låten blev nummer 13 på Trackslistans årslista för 2008.
Svante Thuresson spelade in låten 2011 på albumet Regionala nyheter: Stockholmsdelen.

## Låtlista
1. Columbus - 4:26
2. Columbus (Krister Linder Remix) - 7:19
3. Vid din sida (Max Graham Club Remix) - 7:11
4. Tick tack - 4:01

## Listplaceringar
| Lista (2007-2008) | Position |
| ----------------- | -------- |
| Sverige           | 3        |

### Fotnoter
1. ↑  Svensktoppen - 27 januari 2008
2. ↑  ”Tracks hits 2008 - Melodier topp 100”. Sveriges Radio. 27 december 2008. Arkiverad från originalet den 19 februari 2009. https://web.archive.org/web/20090219170411/http://www.sr.se/p3/tracks/a08melodi.stm. Läst 27 december 2008.
3. ↑  ”Svensk mediedatabas”. Arkiverad från originalet den 13 november 2013. https://web.archive.org/web/20131113212132/http://smdb.kb.se/catalog/id/002725880. Läst 14 augusti 2011.
4. ↑  Swedishcharts - Columbus på den svenska singellistan